# Rémy, Pas-de-Calais
Rémy là một xã trong tỉnh Pas-de-Calais, vùng Hauts-de-France, Pháp.

## Địa lý
Rémy lies nằm trong thung lũng sông Sensee, cự ly 10 dặm (16 km) về phía đông nam Arras, trên đường D9.

## Dân số
| 1962                                                              | 1968 | 1975 | 1982 | 1990 | 1999 | 2006 |
| ----------------------------------------------------------------- | ---- | ---- | ---- | ---- | ---- | ---- |
| 126                                                               | 151  | 178  | 213  | 254  | 265  | 253  |
| Số liệu điều tra dân số tính từ năm 1962, dân số chỉ tính một lần |      |      |      |      |      |      |

## Địa điểm nổi bật
- Nhà thờ St.Leger, xây lại sau đệ nhất thế chiến.